# Mabie (socken)
Mabie (kinesiska: 马别乡, 马别) är en socken i Kina. Den ligger i den autonoma regionen Guangxi, i den södra delen av landet, omkring 200 kilometer nordväst om regionhuvudstaden Nanning.
Genomsnittlig årsnederbörd är 1 625 millimeter. Den regnigaste månaden är juni, med i genomsnitt 311 mm nederbörd, och den torraste är februari, med 22 mm nederbörd.